# Kchtout
Le Kchtout est une rivière du Tadjikistan. C'est un affluent du Zeravchan en rive gauche, donc un sous-affluent de l'Amou Daria. 

## Géographie
Le Kchtout naît sur les pentes septentrionales des monts Gissar dans la province tadjike de Sughd, à quelque 100 kilomètres au nord-ouest de la ville de Douchanbé et à 60 kilomètres au sud-est de Pendjikent. Peu après sa naissance, son cours s'oriente vers le nord, direction qu'il garde grosso modo jusqu'à la fin de son parcours. Il traverse les monts Zeravchan qui bordent au sud la vallée de la rivière de même nom, et se jette peu après dans cette dernière en rive gauche.

## Les débits à la station de Zerikhisor
Le débit du Kchtout a été observé pendant 50 ans (1936-1985) à Zerikhisor, localité située à peu de distance de son confluent avec le Zeravchan. 
À Zerikhisor, le débit inter-annuel moyen ou module observé sur cette période était de 7,33 m3/s pour un bassin versant de 792 km². La lame d'eau écoulée dans le 
bassin atteint ainsi le chiffre de 292 millimètres par an, ce qui doit être considéré comme modéré.
Rivière alimentée avant tout par la fonte des neiges et des glaciers, le Kchtout est un cours d'eau de régime typiquement nivo-glaciaire qui présente deux saisons bien distinctes.
Les hautes eaux se déroulent de fin mai à début septembre, ce qui correspond à la fonte des neiges et des glaciers des hauts sommets des monts Gissar. Au mois de septembre, le débit de la rivière baisse progressivement, ce qui mène à la période de basses eaux, qui a lieu de novembre à avril inclus. Mais la rivière conserve durant toute cette période un débit consistant. 
Le débit moyen mensuel observé en mars (minimum d'étiage) est de 3,15 m3/s, soit plus ou moins un cinquième du débit moyen du mois de juillet (15,8 m3/s), ce qui témoigne de l'amplitude assez modérée des variations saisonnières. Sur la durée d'observation de 50 ans, le débit mensuel minimal a été de 2,04 m3/s, tandis que le débit mensuel maximal s'élevait à 25,0 m3/s. 